# Anastasiya Mokhnyuk
Anastasiya Mokhnyuk (née le  1er janvier 1991 à Nova Kakhovka) est une athlète ukrainienne, spécialiste de l'heptathlon.

## Carrière
Onzième des Championnats du monde juniors 2010 de Moncton sur l'heptathlon, Mokhnyuk se classe huitième des Championnats d'Europe en salle de Göteborg dans l'épreuve du saut en longueur (6,46 m). En 2014, elle se classe quatorzième des Championnats d'Europe de Zurich avec 6 025 points, notamment à cause de deux chutes lors du 800 m. Elle porte son record personnel à 6 359 points lors des Championnats du monde à Pékin, le 23 août 2015.
Le 19 mars 2016, Anastasiya Mokhnyuk devient vice-championne du monde en salle lors des championnats du monde en salle de Portland avec 4 847 points, nouveau record personnel. Elle est devancée par la Canadienne Brianne Theisen-Eaton (4 881 pts). Le 14 avril suivant, il est révélé que l'Ukrainienne a été testée positive durant ces mondiaux au meldonium et qu'elle sera probablement déchue de sa médaille d'argent. Elle est à nouveau testée positive le 21 avril, chez elle à Brovary. En février 2018, elle est suspendue pour une durée de 4 ans, à compter du 21 avril 2016.

## Palmarès
| Date | Compétition                    | Lieu          | Résultat | Épreuve    | Marque    |
| ---- | ------------------------------ | ------------- | -------- | ---------- | --------- |
| 2010 | Championnats du monde juniors  | Moncton       | 11e      | Heptathlon | 5 252 pts |
| 2011 | Coupe d'Europe                 | Toruń         | 15e      | Heptathlon | 5 496 pts |
| 2013 | Championnats d'Europe en salle | Göteborg      | 7e       | Longueur   | 6,46 m    |
| 2013 | Coupe d'Europe                 | Tallinn       | 8e       | Heptathlon | 5 941 pts |
| 2013 | Championnats d'Europe espoirs  | Tampere       | 3e       | Heptathlon | 5 898 pts |
| 2014 | Coupe d'Europe                 | Ribeira Brava | 3e       | Heptathlon | 5 982 pts |
| 2014 | Championnats d'Europe          | Zurich        | 14e      | Heptathlon | 6 025 pts |
| 2014 | Décastar                       | Talence       | 2e       | Heptathlon | 6 220 pts |
| 2015 | Championnats du monde          | Pékin         | 7e       | Heptathlon | 6 359 pts |
| 2015 | Décastar                       | Talence       | 2e       | Heptathlon | 6 269 pts |
| 2016 | Championnats du monde en salle | Portland      | —        | Pentathlon | DQ        |

## Records
| Épreuve           | Performance   | Lieu    | Date              |
| ----------------- | ------------- | ------- | ----------------- |
| 100 mètres haies  | 13 s 00       | Götzis  | 30 mai 2015       |
| Saut en hauteur   | 1,83 m        | Pékin   | 22 août 2015      |
| Lancer du poids   | 14,96 m       | Aubagne | 5 juillet 2015    |
| 200 mètres        | 24 s 30       | Talence | 19 septembre 2015 |
| Saut en longueur  | 6,57 m        | Yalta   | 6 juin 2013       |
| Lancer du javelot | 39,76 m       | Talence | 20 septembre 2015 |
| 800 mètres        | 2 min 15 s 52 | Pékin   | 22 août 2015      |
| Heptathlon        | 6 359 pts     | Pékin   | 22 août 2015      |

| Épreuve          | Performance   | Lieu         | Date            |
| ---------------- | ------------- | ------------ | --------------- |
| 60 mètres haies  | 8 s 11        | Portland     | 18 mars 2016    |
| Saut en hauteur  | 1,85 m        | Portland     | 18 mars 2016    |
| Lancer du poids  | 15,01 m       | Portland     | 18 mars 2016    |
| Saut en longueur | 6,66 m        | Portland     | 18 mars 2016    |
| 800 mètres       | 2 min 16 s 69 | Zaporizhzhya | 27 janvier 2016 |
| Pentathlon       | 4 847 pts     | Portland     | 18 mars 2016    |